# Augusta (Wisconsin)
Pour les articles homonymes, voir Augusta.
La ville d’Augusta est située dans le comté d’Eau Claire, dans l’État du Wisconsin, aux États-Unis. Sa population s’élevait à 1 550 habitants lors du recensement de 2010, estimée à 1 532 habitants en 2018.